# IC 4406
IC 4406 је планетарна маглина у сазвјежђу Вук која се налази на листи објеката дубоког неба у Индекс каталогу.
Деклинација објекта је - 44° 9' 2" а ректасцензија 14h 22m 26,4s. Привидна величина (магнитуда) објекта IC 4406 износи 10,2 а фотографска магнитуда 10,6. IC 4406 је још познат и под ознакама PK 319+15.1, ESO 272-PN6, AM 1419-435, CS=14.7.